# Burst of Joy

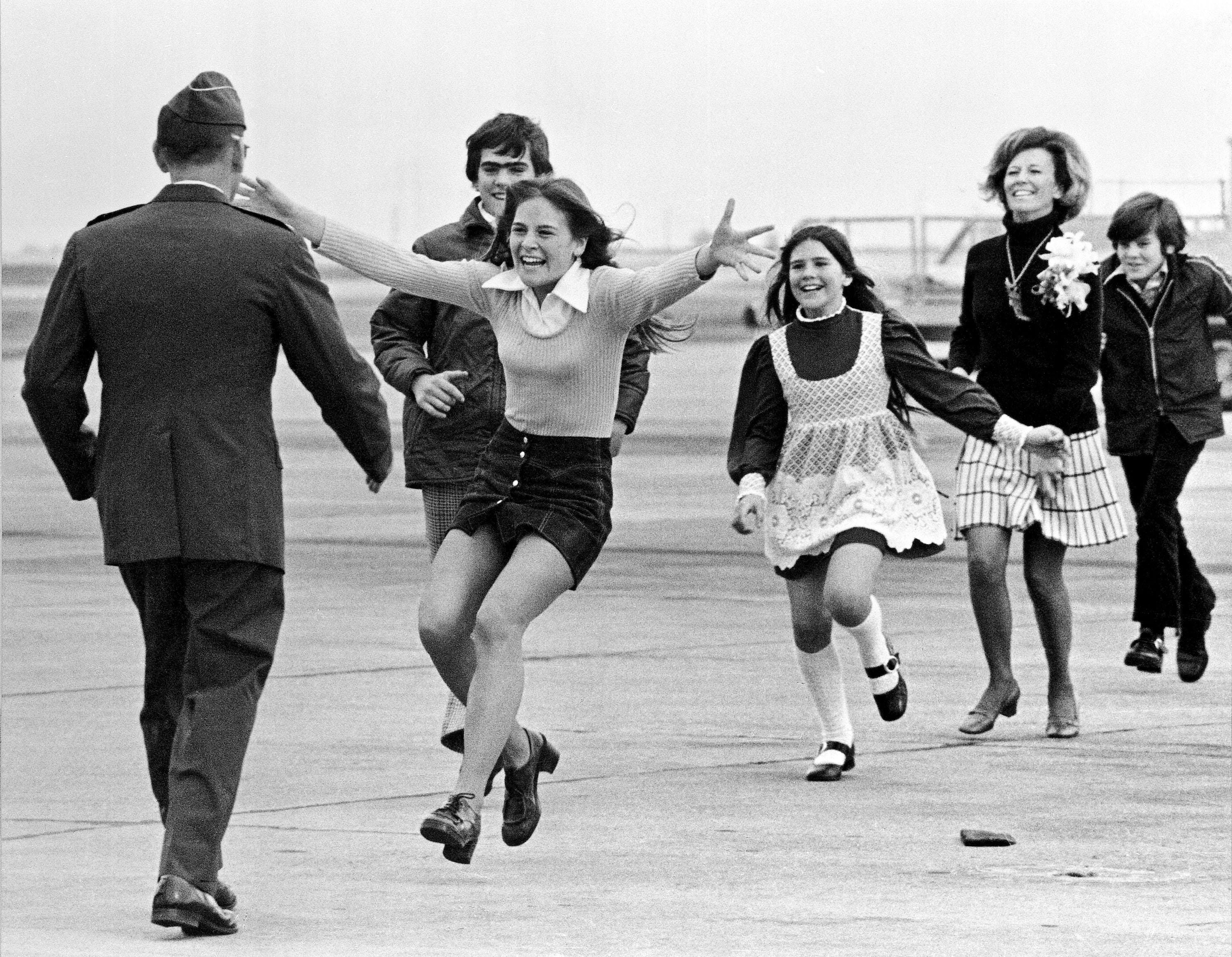
A fotografia Burst of Joy. Da esquerda para a direita, Tenente-Coronel Robert L. Stirm, Lorrie Stirm, Bo Stirm (Robert L. Stirm Jr.), Cindy Stirm, Loretta Stirm e Roger Stirm.

Burst of Joy (lit.  "Explosão de Alegria") é uma fotografia ganhadora do Prêmio Pulitzer do fotógrafo da Associated Press Slava "Sal" Veder, tirada em 17 de março de 1973 na Base Aérea de Travis, na Califórnia. A foto passou a simbolizar o fim do envolvimento dos Estados Unidos na Guerra do Vietnã e o sentimento prevalecente de que os militares e suas famílias poderiam começar um processo de cura depois de suportar os horrores da guerra.

## O evento na Base Aérea de Travis
O primeiro grupo de prisioneiros de guerra deixando os campos de prisioneiros no Vietnã do Norte deixou Hanói em uma aeronave de transporte aéreo estratégico Lockheed C-141 Starlifter da Força Aérea dos EUA apelidado de Hanoi Taxi, que os levou para a Base Aérea de Clark nas Filipinas para exames médicos. Em 17 de março, o avião pousou na Base Aérea de Travis, na Califórnia. Apesar de haver somente 20 prisioneiros de guerra daquele primeiro incremento liberados a bordo do avião, quase 400 membros da família compareceram ao retorno.